# Arco Memorial de los Soldados y Marineros
El arco Memorial de los Soldados y Marineros (en inglés: Soldiers and Sailors Memorial Arch), ubicado en Hartford (Connecticut), Estados Unidos, es un arco de triunfo construido en la segunda mitad del siglo XIX en memoria de los 4000 ciudadanos de Hartford que lucharon en la guerra de Secesión en el bando de la Unión, de los que 400 perdieron su vida. Se trata del primer arco de triunfo permanente jamás construido en Estados Unidos, y de ahí su importancia histórica. El arco se encuentra en Bushnell Park, en el corazón del municipio.

## Historia

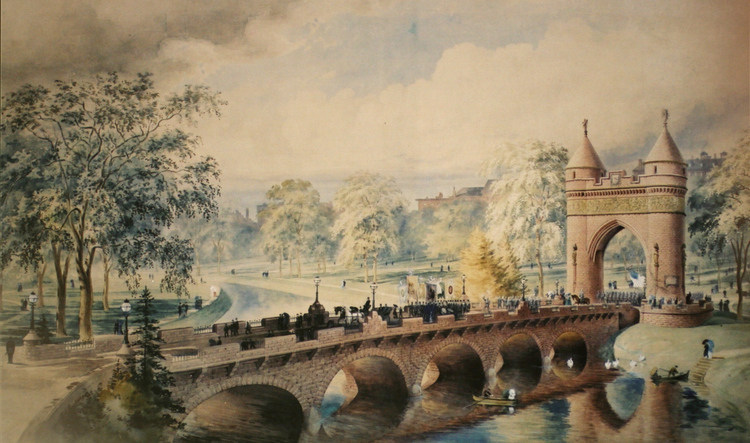
El arco en el extremo del antiguo Park River Bridge ca. 1900, cuando el tramo del río aún existía en su forma natural. (cuadro de T. O. Langerfeldt).

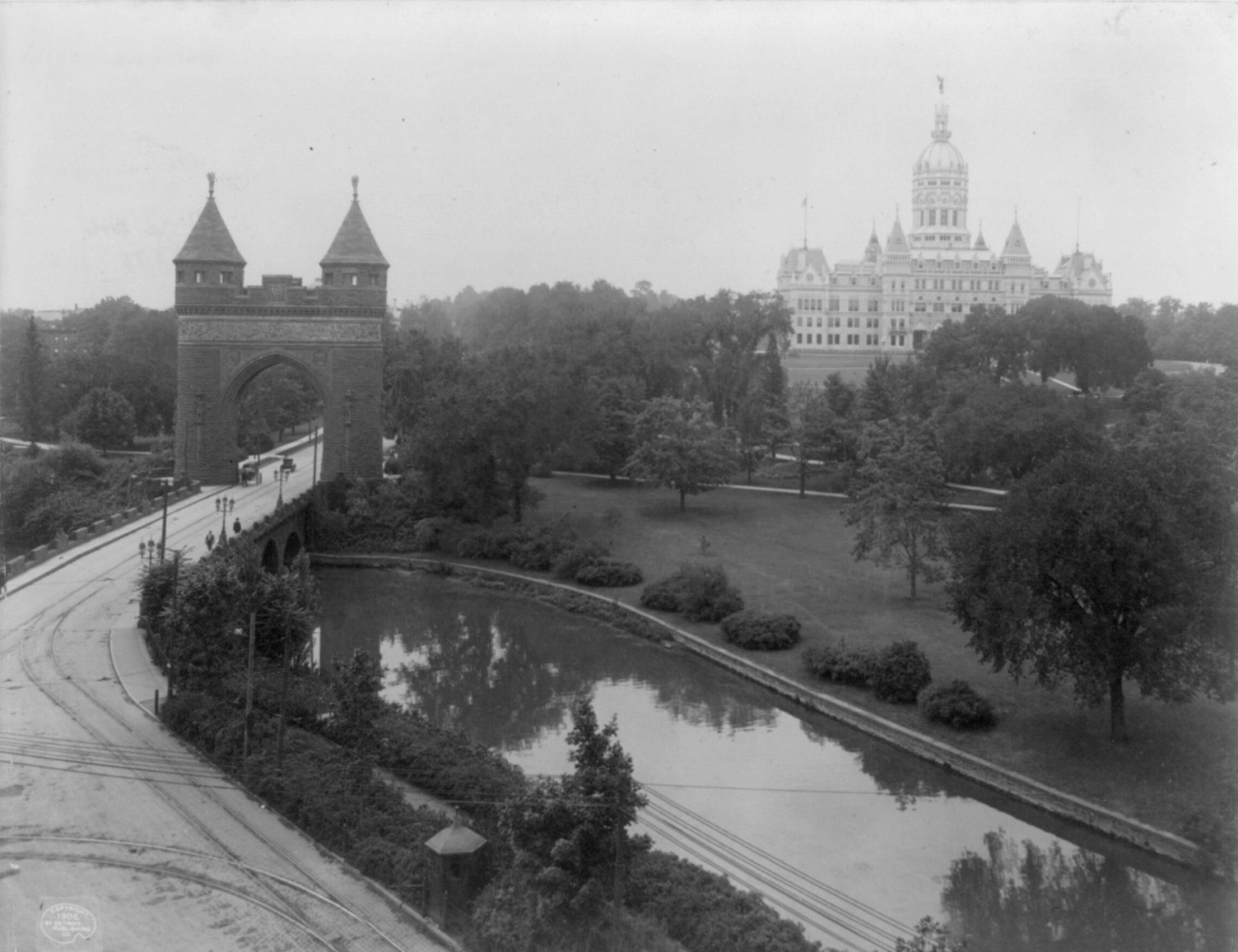
Una fotografía de 1906, con el palacio estatal en el fondo.

En octubre de 1879, 14 años tras el final de la guerra civil estadounidense, el ayuntamiento de Hartford resolvió conmemorar a sus conciudadanos que lucharon y cayeron en la guerra. En 1881 se formó un comité con el fin de patrocinar y llevar a cabo un concurso público a nivel nacional, el cual tuvo lugar hacia finales de ese año. Sin embargo, los miembros el comité no lograron llegar a un consenso sobre los diseños presentados, que además superaban con creces la partida presupuestaria de 60 000 dólares de la época aprobada para el proyecto, por lo que finalmente la obra se adjudicó al arquitecto oriundo del propio municipio, George Keller.
Keller elaboró un diseño ecléctico con dos torres normandas que flanqueaban un arco gótico (apuntado), decorado con un friso clásico y adornado con estatuas realizadas por el escultor de origen suizo Albert Entress. El arco, construido en piedra de color marrón traída de Portland (Portland brownstone), se inauguró en 1886, habiendo costado finalmente unos 100 000 dólares a las arcas de la ciudad.
El monumento fue dedicado por primera vez el 17 de septiembre de 1886, el 24.º aniversario de la Batalla de Antietam, siendo definido por el New York World como el mejor monumento conmemorativo para soldados de Estados Unidos. Más de 20 000 personas acudieron a la ceremonia, presidida por el exgeneral y exgobernador Joseph R. Hawley (futuro senador de Estados Unidos), quien se desempeñaba en ese momento como propietario y editor jefe del Hartford Courant.
Las cenizas del arquitecto Keller y su esposa están enterradas en el monumento.

## Arquitectura
El arco está diseñado en torno a la temática de guerra y paz, especialmente en lo que se refiere a los motivos desarrollados en sus frisos. El de la cara norte (dirección de la salida de las tropas hacia el frente), obra de Samuel James Kitson, está dedicado a la historia de la guerra, con la figura del general Ulysses S. Grant vigilando a sus soldados saltando de un barco para lanzarse sobre las tropas confederadas. El friso en la fachada sur, obra de Caspar Buberl, está dedicado a la historia de la paz, con la figura alegórica femenina en el centro representando a la ciudad de Hartford, rodeada de sus ciudadanos dando la bienvenida a sus soldados retornados de la guerra. Ambos lados del friso se juntan en torno a las torres, resultando en una banda de grabados en bajorrelieve que rodea la estructura. El friso fue fabricado por la Boston Terra Cotta Company.
Los cuatro servicios armados están simbolizados por unos sencillos escudos grabados en relieve en las enjutas del arco, dos en cada lado: un ancla para la armada, un cañón cruzado para la artillería, sables cruzados para la caballería y rifles cruzados para la infantería. Seis figuras escultóricas que simbolizan la paz, de dos metros de altura cada una, adornan las torres a media altura (una en cada lado, incluyendo los costados). Estas incluyen a un granjero, un herrero, un albañil, un estudiante, un carpintero y un afroamericano que rompe sus cadenas de la esclavitud. De acuerdo con el Hartford Courant, primer medio en contar la historia del monumento, las torres fueron concebidas como dos centinelas gigantes que protegen a los soldados que cruzan el camino hacia y desde el frente.
Los chapiteles de las torres redondas están rematados con las figuras de dos ángeles, originalmente realizados en terracota, uno tocando la trompeta y el otro tocando los platillos, ambos orientados hacia el sur para dar la bienvenida a las tropas que regresan del combate. Entre 1986 y 1988 se llevó a cabo una restauración del arco, durante la cual los ángeles originales de terracota fueron sustituidos por figuras similares de bronce.